# Chrístos Frantzeskákis
Chrístos Frantzeskákis (grec moderne : Χρήστος Φραντζεσκάκης), né le 26 avril 2000 à La Canée, est un athlète grec spécialiste du lancer du marteau.

## Biographie
Vainqueur des Championnats des Balkans 2019, il se classe deuxième des championnats d'Europe espoirs de 2021. Il participe aux Jeux olympiques de Tokyo mais est éliminé dès les qualifications.
En 2022, Chrístos Frantzeskákis atteint la finale des championnats du monde à Eugene (9e place) et des Championnats d'Europe à Munich (6e place) en portant son record personnel à 78,20 m.

## Palmarès

### International
| Date | Compétition                   | Lieu        | Résultat | Marque  |
| ---- | ----------------------------- | ----------- | -------- | ------- |
| 2019 | Championnats des Balkans      | Pravetz     | 1er      | 76,67 m |
| 2021 | Championnats des Balkans      | Cluj-Napoca | 2e       | 72,74 m |
| 2021 | Championnats d'Europe espoirs | Tallinn     | 2e       | 75,23 m |
| 2022 | Championnats du monde         | Eugene      | 9e       | 77,04 m |
| 2022 | Championnats d'Europe         | Munich      | 6e       | 78,20 m |
| 2024 | Coupe d'Europe des lancers    | Leiria      | 3e       | 74,96 m |
| 2024 | Jeux olympiques               | Paris       | 12e      | 73,34 m |

### National
- Championnats de Grèce d'athlétisme :
  - Titré en de 2020, 2021, 2022, 2024

## Records
| Épreuve           | Marque  | Lieu   | Date         |
| ----------------- | ------- | ------ | ------------ |
| Lancer du marteau | 78,20 m | Munich | 18 août 2022 |